# Graduation
A Graduation Kanye West, amerikai rapper és producer harmadik stúdióalbuma, amely 2007. szeptember 11-én jelent meg a Def Jam Recordings és a Roc-A-Fella Records lemezkiadókon keresztül. 2005 és 2007 között vették fel az albumot New Yorkban és Los Angelesben. Az album első számú producere West, bár mások is dolgoztak az albumon. Közreműködött a lemezen Dwele, T-Pain, Lil Wayne, Mos Def, DJ Premier és Chris Martin (Coldplay). Az albumborítót a japán kortárs művész, Murakami Takasi tervezte.
A koncertturnék, house zene és indie rock által inspirált Graduation eltávolodik West korábbi soul-központú albumaitól. Az albumon West főleg szintetizátorokat, elektronikus hangszereket használt, különböző zenei stílusokból, amely megváltoztatta rap-stílusát. Visszatekint újonnan szerzett hírnevére és a médiára, miközben inspiráló üzenetet ad át hallgatóinak. Ez West utolsó oktatás tematikájú albuma, a The College Dropout (2004) és a Late Registration (2005) után.
A Graduation első helyen debütált a Billboard 200-on, több, mint 957 ezer példány kelt el belőle a megjelenés utáni első héten. Összesen 5 milliót adtak el belőle az Egyesült Államokban és ötszörös platinalemez minősítést kapott az Amerikai Hanglemezgyártók Szövetségétől (RIAA). Öt kislemez jelent meg az albumról, a Stronger, a Good Life és a Homecoming nemzetközi sikert aratott, míg a korábbi a Billboard Hot 100 első helyére jutott. Az albumot pozitívan fogadták a zenekritikusok, az albummal West elnyerte harmadik Grammy-díját a Legjobb rapalbum kategóriában és a harmadik jelölését Az év albuma kategóriában. Több magazin is az év egyik legjobb albumának nevezte, mint a Rolling Stone és a USA Today, míg több évtizedes listán is szerepelt. Helyet kapott a Rolling Stone Minden idők 500 legjobb albuma listáján és az NME Minden idők 500 legjobb albuma listáján.
Annak következtében, hogy az albummal egyidőben jelent meg 50 Cent Curtis című lemeze, nagy versengés alakult ki a két rapper között, amely megemelte mindkét album eladási számait. A Graduation jelentette a gengszter rap dominanciájának a végét a mainstream hiphopban.

## Háttér
A Graduation West tervezett oktatás tematikájú tetralógiájának harmadik része, amelyből végül csak három jelent meg az 808s & Heartbreak (2008) megváltozása miatt. Az album ismét bemutat egy egyértelműen hallható stílusváltozást West zenéjében és a produceri munkához való hozzáállásában. Miután az előző évet turnézással töltötte a U2-val a Vertigo Tour turnén, Westet inspirálta Bono és ahogyan megnyitott minden koncertet, amelynek következtében a rapper himnusszerű dalokat kezdett írni, hogy nagy stadionokban és arénákban is tudjon az ír énekeshez hasonlóan nyitni. Ahhoz, hogy ezt elérhesse, elektronikus szintetizátorokat, lassabb tempót kezdett beilleszteni hiphop alapjaiba, míg inspirálta az 1980-as évek zenéje és elkezdett kísérletezni az elektronikus zenével. Kifejezetten inspirálta a house, a dance zene egy alműfaja, amely szülővárosából, Chicagóból származik. Ugyan nem sokat hallgatta a műfajt, úgy érezte, hogy fontos szerepe kulturális hátterének.
Ezen kívül tovább bővítette zenéjét azzal, hogy nem limitálta hangmintáinak választását, sokkal elektronikusabb műfajokból is szerzett inspirációkat. A Graduation felhasznál hangmintákat és részleteket olyan műfajokból, mint a euro-diszkó, a hard rock, az electronica, a lounge, progresszív rock, szintipop, electro, krautrock, dub, reggae és a dancehall. A harmadik stúdióalbumának nagy részére megváltoztatta rappelési stílusát, hogy Bono énekléséhez hasonlítson. Megváltoztatta szókincsét és kiejtését is, jobb harmóniák érdekében. A U2 mellett olyan aréna rock együttesek is inspirálták, mint a Rolling Stones és a Led Zeppelin. Szövegírását tekintve leegyszerűsítette rímjeit, miután együtt turnézott a The Rolling Stonesszal A Bigger Bang turnéjukon.
Sokkal kevesebb dal és közreműködő előadó volt az albumon, mint korábban, egyetlen egy vendég rap-versszak szerepelt a Graduation számlistáján. West elmondása szerint a legnagyobb befolyása az album hangzásán a The Killersnek, a Keane-nek, a Modest Mouse-nak és Feistnek volt. A rapper szerint albuma más irányba vitte a hiphop műfaját.

## Felvételek

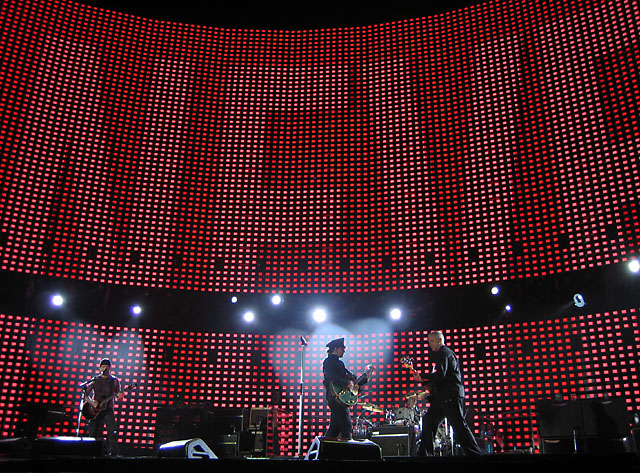
West élményei a U2 Vertigo Tour turnéján (képen) nagyban befolyásolták a Graduation hangzását.

West azonnal elkezdett dolgozni a Graduationön a Late Registration megjelenése után. 2005 szeptemberére már három dal kész volt az albumra, amelyen a tervek szerint 12 lett volna. Az album felvételének idején olyan folk és country dalszerzőket és énekeseket hallgatott, mint Bob Dylan és Johnny Cash, hogy fejlessze szókincsét, történetmesélését és szójátékát. Dylant West barátai ajánlották neki, mert úgy érezték, hogy úgy kezelte a médiát, mint a zenész. Ezek mellett hallgatta kedvenc alternatív rock együtteseit is, mint a The Killers, a Radiohead, a Modest Mouse és a Keane, hogy rájöjjön, hogyan tehetné hiphop dalait stadionbarátabbá. Ezek mellett gyakran tesztelte dalait iPodokon, klubokban, irodájában és bárhol, ahol emberek esetleg hallgathatnák zenéjét. Ezen a folyamaton annyiszor végighaladt, ahányszor szükségesnek érezte.
Korábbi albumaival ellentétben a Graduationön nem működött közre sok vendégelőadó. Erről West azt mondta, hogy teljesen tudatos volt, hogy minimumon tartsa a közreműködések számát: „Mikor hallom a kedvenc együtteseimnek lemezeit – a The Killers vagy a Coldplay – a kezdettől a végéig egy hangot hallasz”. R&B-énekesek T-Pain és Dwele, rapperek Mos Def és ALBe, illetve DJ Premier az egyetlen közreműködő előadók az albumon, akik leginkább csak refréneken szerepeltek. West eredetileg egyáltalán nem akart rappert, mint vendég, de végül meghívta Lil Wayne-t a Barry Bonds című dalra. Ebben az időben a páros egyébként is együtt dolgozott, West volt a Tha Carter III album producere. West a megszokott jelenetek helyett felvett két közjátékot, de ezek végül nem kerültek rá az albumra.

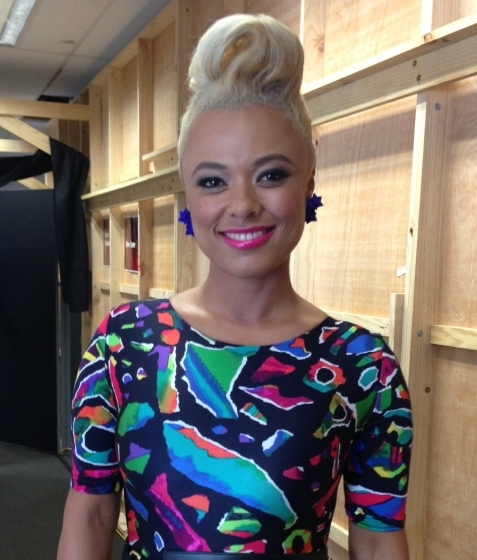
Connie Mitchell az albumnak több dalán is énekelt.

A Graduation több dalán is énekel az ausztrál Connie Mitchell (Sneaky Sound System). 2006 novemberében találkozott együttesének tagjaival, Daimon Downeyval és Angus McDonalddal West Sydneyben. Ők ajánlották Mitchellt. Mikor megérkezett a Studios 301-ba, ahol a turné alatt vett fel zenét, West készített pár dalt Mitchellel és azonnal megkedvelte hangját. Bono és The Edge is méltatták az énekest, mikor meglátogatták a stúdiót. Nem sokkal később West felhívta Mitchellt, hogy meghívja a Los Angeles-i The Record Plant stúdióba. Mitchell azt nyilatkozta, hogy korábban nem hallott Westről és nem tudta ki ő, mert nem kifejezetten érdekelte a hiphop. A közreműködésük megváltoztatta véleményét.
Egy, a Billboarddal készített interjúban West elmondta, hogy dolgozott Chris Martinnal, a Coldplay frontemberével, a Homecoming című dalán és megemlítette, hogy lehetséges, hogy az album első kislemeze lesz. A közreműködés egy évvel ezelőtt született, mikor Martin és West találkoztak az Abbey Road Stúdióban, Londonban. West éppen végzett egy koncerten az Abbey Roadon, az együttes pedig pont akkor vett fel zenét a stúdióban. A dal egy újrafeldolgozása a Home (Windy) című dalnak, amelyet West 2001-ben készített el. 2003-ban megjelent a Get Well Soon... mixtape részeként és szerepelt volna a The College Dropouton, de kiszivárgott és így West végül nem adta ki. Az eredeti verzión John Legend énekel, Martintól eltérő dalszöveget. Martin kérte Westet, hogy megváltoztassák a dal tartalmát.
A Good Life a leginkább rádióbarát dal a Graduationön. Közreműködik rajta az R&B-énekes T-Pain, akinek hangján felhasználták az Auto-Tune technológiát. A dal feldolgozza Michael Jackson P.Y.T. (Pretty Young Thing) dalát. West korábban próbálkozott a technológia használatával a The College Dropout háttérvokáljain, a Jesus Walks és a Never Let Me Down dalokon. Miközben Svédországban tartózkodott, tizenhat különböző verzióját készítette el a Good Lifenak. Bevallotta, hogy nem kifejezetten érdekelte a kislemez, a kiadója kényszerítette rá, hogy kiadja. Ez nem vezetett konfliktushoz.

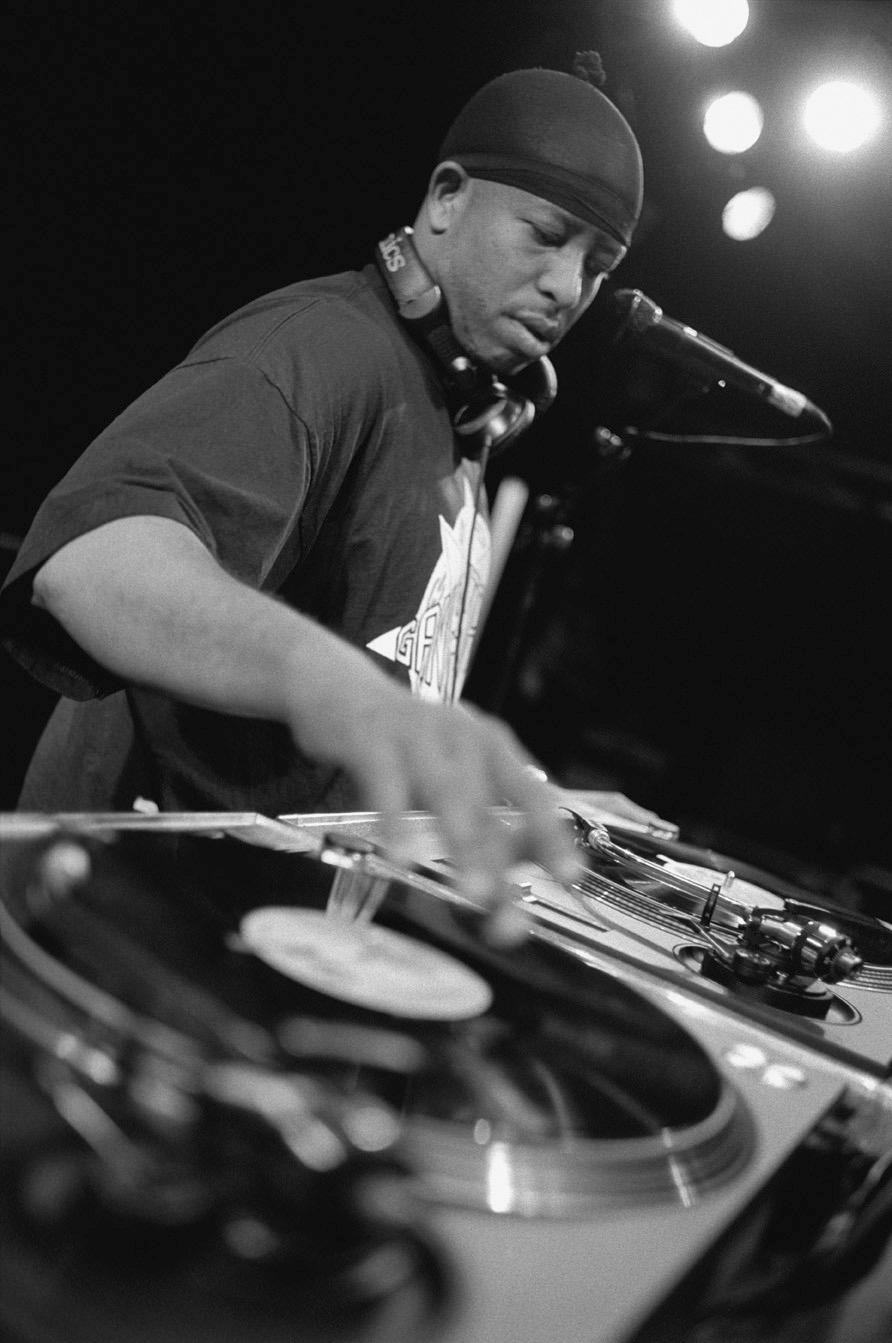
DJ Premier közreműködött az Everything I Am című dalon.

A Graduation a Stronger videóklipjének forgatásának idején kezdett el összeállni, addig West csak „céltalanul készített dalokat.” A videóklipet Hype Williams rendezte. A klip sci-fi képvilága vezette arra West-et, hogy az album is futurisztikusabb legyen. A videóklip forgatása után (amely még az előtt kezdődött, hogy West elkészült volna a dal második versszakával), visszatért a stúdióba és újradolgozta a Stronger és további dalok részeit, miközben olyan filmeket nézett inspirációként, mint a Total Recall. Hetvenötször keverte újra a dalt, mert nem tudott a lábdobokkal olyan hangot elérni, amit szeretett volna. Nyolc különböző hangmérnök és tizenegy különböző keverő dolgozott a dalon világszerte és összesen több, mint ötven verziója készült el. Elégedetlen volt, mikor meghallgatta a dalt egy klubban Timbaland The Way I Are című dalához hasonlítva, ezért felvett egy producert, aki segített neki felvenni a dobokat.
A harmadik stúdióalbumon ismételten közreműködött vele Jon Brion a Drunk and Hot Girls című dalon, aki kulcsfontosságú szerepet játszott West Late Registration című albumán executive producerként. West azt mondta, hogy a dal az után született, hogy félreértette a német rockegyüttes, a Can Sing Swan Song című dalának szövegét. Rap helyett West énekel a dalon. A refrénen közreműködött Mos Def.
Az I Wonder volt a leginkább befolyásolva a U2 által. West egyik kedvenc dala az albumról. A rapper elmondta, hogy el akarta készíteni az együttes City of Blinding Lights című dalának rap változatát. West elmondta, hogy a dobokat bevásárlás közben hallotta és hetekig dolgozott rajta. Azt nyilatkozta, hogy miközben írta a dalt, elképzelte, hogy 50 ezer ember előtt lép fel. Ennek következtében a szöveget staccato stílusban adja elő, koncentrálva a hangerőre. Eredetileg ez a dal lett volna az album negyedik kislemeze, de végül a Flashing Lights mellett döntöttek.
A The Glory zenei alapját eredetileg Commonnak készítette el, akinek a hetedik stúdióalbumán West a Graduationnel egyidőben dolgozott. Mint az korábbi albumaikkal is volt, a Common által elutasított dalokat West felhasználta saját lemezén. Az Everything I Am is Common dala lett volna, ezt West meg is említi a dal első soraiban. A dalon közreműködött DJ Premier, miután West megmutatta azt neki. DJ Premier a dal hét különböző verzióját vette fel.
Ugyan West írta, a Big Brother, amelyet Jay-Z-nek ajánlott, az egyetlen dal, amelynek nem West a producere az albumon. Helyette DJ Toomp dolgozott rajta egyedül. A dal feldolgozza Prince It's Gonna Be Lonely című dalát. Tony Williams szerint Jay-Z elérzékenyült, miután először hallotta a dalt a stúdióban. Egy, a Rolling Stone-nal készített interjúban West elmondta, hogy egy nagyon komoly pillanat volt. Jay-Z azt mondta, hogy véleménye szerint a Big Brother tökéletesen leírja a helyzetet egy kistestvér szempontjából, hogy zseniálisan volt megírva és West legjobb dala a Jesus Walks óta, struktúráját és érzelmeket tekintve.
Ugyan a Bittersweet Poetry bónuszdalként volt elérhető Japánban, az egyik első dal volt, amit a rapper a Late Registrationre elkészített. Miután megnézte a 2004-es Ray filmet John Mayerrel, úgy döntöttek, hogy együtt fognak dolgozni egy dalon és megírták a Bittersweetet. Nem ez volt az első alkalom, hogy a két előadó közreműködött, Common Go! című dalán szerepeltek együtt először. Végül nem került fel West második stúdióalbumára, mert úgy érezte nem illett a hangzásába.

## Albumborító
West közreműködött Murakami Takasi a Graduation és annak kislemezeinek albumborítójának elkészítésében. A Japán Warholjának nevezett művész szürrealisztikus stílusát rajzfilmszerű lények karakterizálják, akik elsőre barátságosnak tűnnek, de van sötét oldaluk is. West meglátogatta Murakamit Aszakában, Japánban a Kaikai Kiki stúdiójában. Az albumborítójának színes, pasztell világa van, amelyet befolyásol Murakami kapcsolata a superflat, posztmodern mozgalommal, amelyre nagy hatása volt az anime és manga stílusának. A folyamat hetekig tartott, West folyamatosan új ötleteket küldött Murakaminak és csapatának. Tekintve, hogy ez az utolsó oktatás-tematikájú West-album, az albumborító is ezt követi. Az album története egy diplomaosztó ünnepségig vezet, amely futurisztikus Universe Cityben kerül megrendezésre. Murakami az albumborító mögötti metaforát a következőként írta le:
„A borító a Kanye által elképzelt tanulói élet alapján készült. Iskola. Az álmok, a becsületesség otthona, és egy hely, ahol szórakozhatsz. Esetenként egy hely, ahol megtapasztalod az emberiség merev dogmáját. Kanye zenéje csiszolópapírként érinti össze a szentimentalizmust és agresszivitást és felhasználja, hogy szabadjára engedjen egy tornádót, amely az idők korszellemével pörög. Én is akartam, hogy felkapjon és megpörgessen ez a tornádó.”
Az album történetszála Dropout Bear, West antropomorf plüssmackó kabalája köré épül. A történet egy esős napon kezdődik, amikor Dropoutot felébreszti ébresztőórája, majd kirohan apartmanjából és beül a DeLorean után modellezett autójába. Miután az autó motorja leáll, találnia kell más utat, hogy eljusson céljához. Dropout megpróbál leinteni egy taxit, de az elmegy mellette és lefröcsköli esővízzel. Ezt követően megpróbál felszállni a metróra, de az pont elhagyja az állomást, mikor megérkezik. Tekintve, hogy nincs más lehetősége, Dropout elkezd sétálni. Futva halad végig a járdán, amelyen többszemű, élő gombák láthatóak. Dropoutot elkezdi üldözni egy esőfelhő, amely megpróbálja elnyelni. Ezt követően megérkezik az egyetemre és éppenhogy csak időben eléri a ceremóniát, ahol hozzá hasonló antropomorf figurák gyülekeznek. A történet végén Dropout Beart kilövik egy ágyún keresztül az egyetemről a sztratoszférába, az album hátoldalára.
A Rolling Stone az év ötödik legjobb albumborítójának nevezte. Murakami később újra elkészítette a borítót, animálva, amely a Good Morning videóklipjeként jelent meg. Murakami később újra közreműködött Westtel, Kid Cudival közös albumán, a Kids See Ghostson (2018).

## Marketing
Mikor 2005. augusztus 3-án egy bulit tartott Late Registration című albumának megjelenésekor a Sony Music Stúdióban, bejelentette, hogy 2006 októberében tervezi kiadni a Graduation-t. Hónapokkal később 2007. március 28-án West interjút adott a Los Angeles-i Power 106 rádióállomásnak. Ekkor elmondta, hogy dolgozik harmadik stúdióalbumán és Common Finding Forever című albumán. Május 11-én bejelentette, hogy a Graduation szeptember 18-án fog megjelenni. Május 15-én bemutatta az album első kislemezét, a Can't Tell Me Nothingot a Hot 97 rádión. Ezt követően kiadott egy mixtape-et május 27-én azonos címmel. A mixtape-en megjelenik több dal is, ami később helyet kapott a Graduationön és szerepelt rajta több előadó is, aki West GOOD Music kiadója alá tartoztak. Megjelent rajta ezek mellett a Us Placers, amely a Child Rebel Soldier (supergroup, West, Lupe Fiasco és Pharrell) debütáló dala volt.

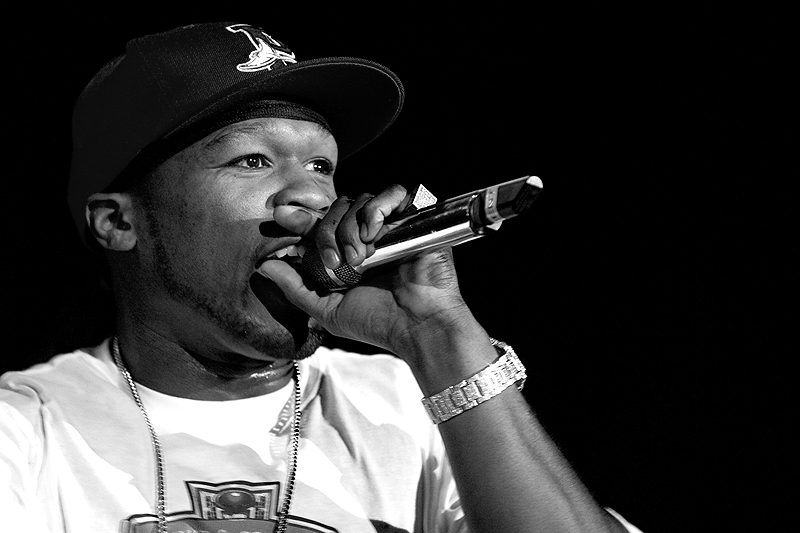
Az album nagy versengést alakított ki 50 Cent (a képen) és West között

Május végén az Island Def Jam előrehozta a Graduation megjelenési dátumát szeptemberről egy ismeretlen augusztusi dátumra, amelyet West először a Can't Tell Me Nothing mixtape első dalán említett meg. Július 19-én megváltoztatták a megjelenési dátumot, hogy egy napon adják ki 50 Cent Curtis című albumával. West eredetileg ezt kifejezetten ellenezte, nem akart részese lenni egy eladási háborúnak és megváltoztatni még egyszer a megjelenési dátumot: „Amikor hallottam a vitáról, azt gondoltam, hogy a legnagyobb hülyeség. Mikor az én albumom és 50 albuma megjelenik, mindenki nyer vele, mert kaptok tök sok jó zenét egy időben.” Ennek ellenére a Def Jam elnöke és vezérigazgatója, Jay-Z támogatta a dátum áthelyezését, mert úgy érezte segítené a hiphopot.
Az album megjelenését követően nagy volt a verseny 50 Cent Curtis című albumával. A szeptember 11-i megjelenés előtti három hónapban West kifejezte háláját 50 Cent felé, hogy pozitívan fogadta a versengést. Ugyan magabiztos volt, hogy nyerni fog, West elmondta, hogy az se zavarná, ha második lenne 50 Cent mögött: „inkább leszek #2 aznap, mint #1 egy napon, ami senkit se érdekel.” Egy interjúban a USA Today-jel, 50 Cent a következőt nyilatkozta: „Jó marketing – Kanye Westnek. Sokkal több lemezt adok el, mint Kanye West és sokkal több figyelmet generálok, mint Kanye West. Úgy érzik felérik a szintünket, de mikor eltelik az a hét és visszajönnek az eladási számok, majd rájönnek. Ez nem egy rivalizálás.” „Az enyém el fog kelni, az övé meg a polcon lesz” mondta 50 Cent a Rolling Stone-nak. Augusztus 10-én pedig elmondta egy interjúban a SOHH-val, hogy be fogja fejezni karrierjét szólóelőadóként, ha a Graduationből többet adnak el az Egyesült Államokban, mint a Curtis-ből. Ezt később visszavonta egy MTV-vel készített interjúban, mert a szerződése még érvényes volt az Aftermath Entertainment és az Interscope Records kiadókkal. A rádiók ennek ellenére főleg West mellett álltak, a Stronger hatodik helyig jutott a Billboard Hot 100-on, míg 50 Cent kislemezei közül egyik se jutott a 32. hely fölé.

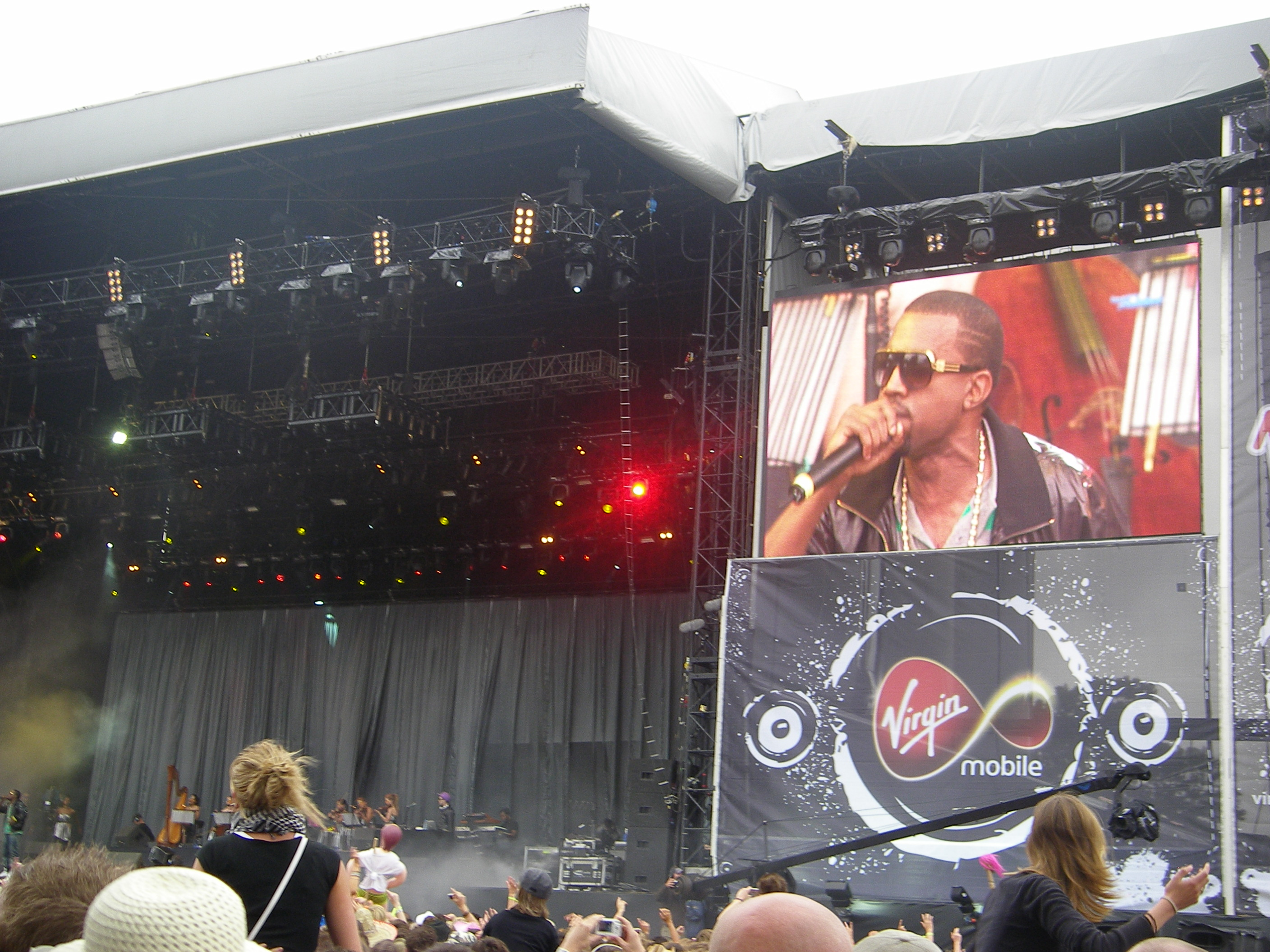
West a 2007-es V Fesztiválon Angliában

West sok időt töltött az Egyesült Királyságban, hogy népszerűsítse a Graduationt. Augusztus 17-én West fellépett a The Friday Night Projectben. Előadta a Big Brothert és a Championt az albumról, mikor szerepelt Tim Westwood DJ rádióműsorán. Ugyanezen a napon fellépett a V Fesztiválon 50 ezer ember előtt, ahol előadott új dalokat a Graduationről és Amy Winehouse Rehab dalát. Ezt követően tartott egy titkos koncertet Rihannával a Westminster Central Hallban, Londonban augusztus 20-án. A koncert végén az 500 vendégre ezüst konfetti esett „Touch the Sky” felirattal, miközben a Touch the Sky című dalt játszották a háttérben.
Miután visszatért az Egyesült Államokba, West fellépett 50 Centtel 20 ezer néző előtt a Madison Square Gardenben Ciara és T.I. Screamfest '07 turnéján, augusztus 22-én. Ezt követően fellépett egy jótékonysági koncerten augusztus 24-én a chicagói House of Bluesban. A koncerten előadta a Graduation dalait a New World Stagesben New Yorkban. A koncerten beszélt inspirációiról és játszott jeleneteket olyan sci-fi filmekből, mint a Tron, avagy a számítógép lázadása, az Akira, a 2046 és a 2001: Űrodüsszeia. Két nappal később, augusztus 30-ának reggelén kiszivárgott az album „tiszta” verziója az interneten. A Billboard által készített közvéleménykutatásának eredményei szerint az olvasók 44%-a szerint a Graduationből több példányt fognak eladni, mint a 50 Cent és Kenny Chesney. Első jelentések szerint a Graduation-ből 575,000–700,000 példányt adtak el, míg a Curtisből 500,000–600,000-et. A 106 & Park: Kanye West vs. 50 Cent: The Clash of the Titans című részében West és 50 Cent együtt szerepeltek, amely szeptember 11-én jelent meg. Mindketten felléptek és adtak együtt egy interjút. Az epizód a BET történetének második legsikeresebb zenei adása volt.

## Ranglisták
| Szerző               | Lista eredeti megnevezése                             | Pozíció | For.    |
| -------------------- | ----------------------------------------------------- | ------- | ------- |
| Amazon               | Top 10 Albums of 2007                                 | 3       | [ 98 ]  |
| Billboard            | 2007 Billboard Critics' Choice poll                   | 8       | [ 99 ]  |
| Blender              | Top 10 Albums of 2007                                 | 4       | [ 98 ]  |
| Cleveland Magazine   | The Best Albums of 2007                               | 6       | [ 100 ] |
| Complex              | The 100 Best Albums of the Complex Decade (2002–2012) | 1       | [ 101 ] |
| Complex              | The 100 Best Albums of the 2000s                      | 2       | [ 102 ] |
| Consequence of Sound | Top 50 Albums of 2007                                 | 8       | [ 103 ] |
| Entertainment Weekly | 2007 Readers Picks                                    | 1       | [ 98 ]  |
| Idolator             | Idolator's 2007 Pop Critics Poll                      | 8       | [ 98 ]  |
| LAS Magazine         | Top 10 Albums of 2007                                 | 5       | [ 98 ]  |
| The Morning News     | The Top 10 Albums of 2007                             | 8       | [ 104 ] |
| My List Pad          | Top Music Albums of 2007                              | 3       | [ 105 ] |
| NME                  | 500 Greatest Albums of All Time                       | 470     | [ 106 ] |
| NPR                  | Best Hip-Hop of 2007                                  | 3       | [ 107 ] |
| Paste                | Top 100 Albums of 2007                                | 15      | [ 108 ] |
| Pitchfork            | The 50 Best Albums of 2007                            | 18      | [ 109 ] |
| Pitchfork            | The 200 Best Albums of the 2000s                      | 87      | [ 110 ] |
| PopMatters           | The Albums of 2007                                    | 3       | [ 111 ] |
| Prefix               | Top 10 Albums of 2007                                 | 6       | [ 98 ]  |
| Rolling Stone        | Top 50 Albums of 2007                                 | 5       | [ 112 ] |
| Rolling Stone        | 100 Best Albums of the 2000s                          | 45      | [ 113 ] |
| Rolling Stone        | 500 Greatest Albums of All Time                       | 204     | [ 114 ] |
| Spin                 | The 40 Best Albums of 2007                            | 4       | [ 115 ] |
| Stylus Magazine      | Top 10 Albums of 2007                                 | 6       | [ 116 ] |
| Thought Catalog      | Top 27 Rap Albums of 2007                             | 2       | [ 117 ] |
| Time                 | Top 10 Albums of 2007                                 | 10      | [ 118 ] |
| Time Out             | The Best Albums of 2007 (Mike Wolf's List)            | 7       | [ 119 ] |
| Treblezine           | Top 10 Hip-hop Albums of 2007                         | 2       | [ 120 ] |
| USA Today            | USA TODAY's Music Staff Year Review                   | 1       | [ 121 ] |
| The Village Voice    | The 2007 Pazz & Jop Critics Poll                      | 6       | [ 122 ] |

## Díjak
| Év   | Díjátadó                  | Kategória megnevezése                 | Eredmény | For.    |
| ---- | ------------------------- | ------------------------------------- | -------- | ------- |
| 2007 | HipHopDX Awards           | Az év albuma                          | Győztes  | [ 123 ] |
| 2008 | American Music Awards     | Kedvenc Rap/Hiphop album              | Győztes  | [ 124 ] |
| 2008 | BET Hip Hop Awards        | Az év CD-je                           | Jelölve  | [ 125 ] |
| 2008 | ECHO Music Awards         | Az év Hiphop / R&B albuma             | Jelölve  |         |
| 2008 | Grammy-gála               | Az év albuma                          | Jelölve  | [ 126 ] |
| 2008 | Grammy-gála               | Legjobb rapalbum                      | Győztes  | [ 126 ] |
| 2008 | Fonogram Magyar Zenei Díj | Az év külföldi rap- vagy hiphopalbuma | Győztes  | [ 127 ] |
| 2008 | NAACP Image Awards        | Kiemelkedő album                      | Jelölve  | [ 128 ] |
| 2008 | Swiss Music Awards        | Legjobb nemzetközi városi album       | Jelölve  | [ 129 ] |

## Hagyatéka, befolyása
A Graduation fogadtatása és a kritikusok elismerése nagy befolyást hagyott a hiphop kultúrán és a populáris zenén. Westet méltatták, hogy képes sokoldalú zenét készíteni, amellyel vonzó tud lenni indie rock és rave rajongóknak, anélkül, hogy elidegenülne a hiphoptól. A Homecoming egy példája a mainstream hiphop változatosságának kialakulásának és jelezte a hiphop összefonódásának kezdetét az indie rock és az alternatív rock műfajaival, amely a következő években gyakran látható volt. Ezek mellett az Everything I Amet a „kifejező, önelemző atmoszféra tökéletes példája, amely napjainkban dominálja a hiphopot.” A U2 együtt turnézott a rapperrel a Vertigo Tour turnéjukon, amelynek nagy befolyása volt az együttes zenéjére és tizenkettedik stúdióalbumára, a No Line on the Horizonra (2009).

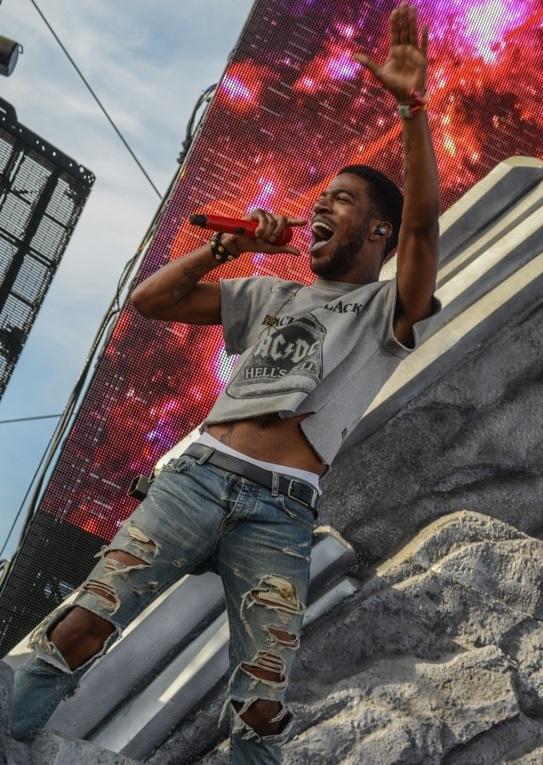
Kid Cudi (2014) egyike azon rappereknek, akik felemelkedtek a rap átalakulása után

West harmadik stúdióalbuma, főként annak két kislemeze, a Stronger és a Flashing Lights nem csak arra bíztatott más rappereket, hogy zenéjükben felhasználják a house és electronica műfajait, hanem fontos szerepet játszott a diszkózene újraélesztésében a 2000-es évek végén. A Stronger nyitotta meg az utat a következő évek olyan sikeres kislemezeinek, mint a Just Dance (Lady Gaga, 2008) vagy a Right Round (Flo Rida, 2009).
A Graduation kezdete volt a szintetizátorra koncentrált hiphop-alapok elkészítésének. A stúdióalbumon West kicsit eltávolodik a hangmintákra alapuló produceri munkától és sokkal inkább szintetizátorokra és dobgépekre koncentrált. Ugyan az album még mindig feldolgozik más dalokat, kevesebb és sokkal kevésbé kiemelkedően, mint korábban. Anthony Kilhoffer a Graduation 10. évfordulóján a következőt mondta a Billboardnak: „Szerintem az első alkalom volt, hogy ennyire erőteljesen fel volt használva az elektronikus zene a hiphopban. Előtte sokkal inkább R&B-befolyásolt volt, olyan dalok, mint a Stronger vagy a Flashing Lights nagyon sok elektronikus elemet tartalmazott. Ez még az előtt volt, hogy az EDM mainstream lett volna.” A Graduation megjelenése óta számtalan más producer követte a stílusát és elkezdte elhomályosítani a hiphop határait. Azóta a szintetizátorra koncentráló munkálatokat olyan rapperek is átvették, mint Future, Young Chop és Metro Boomin.

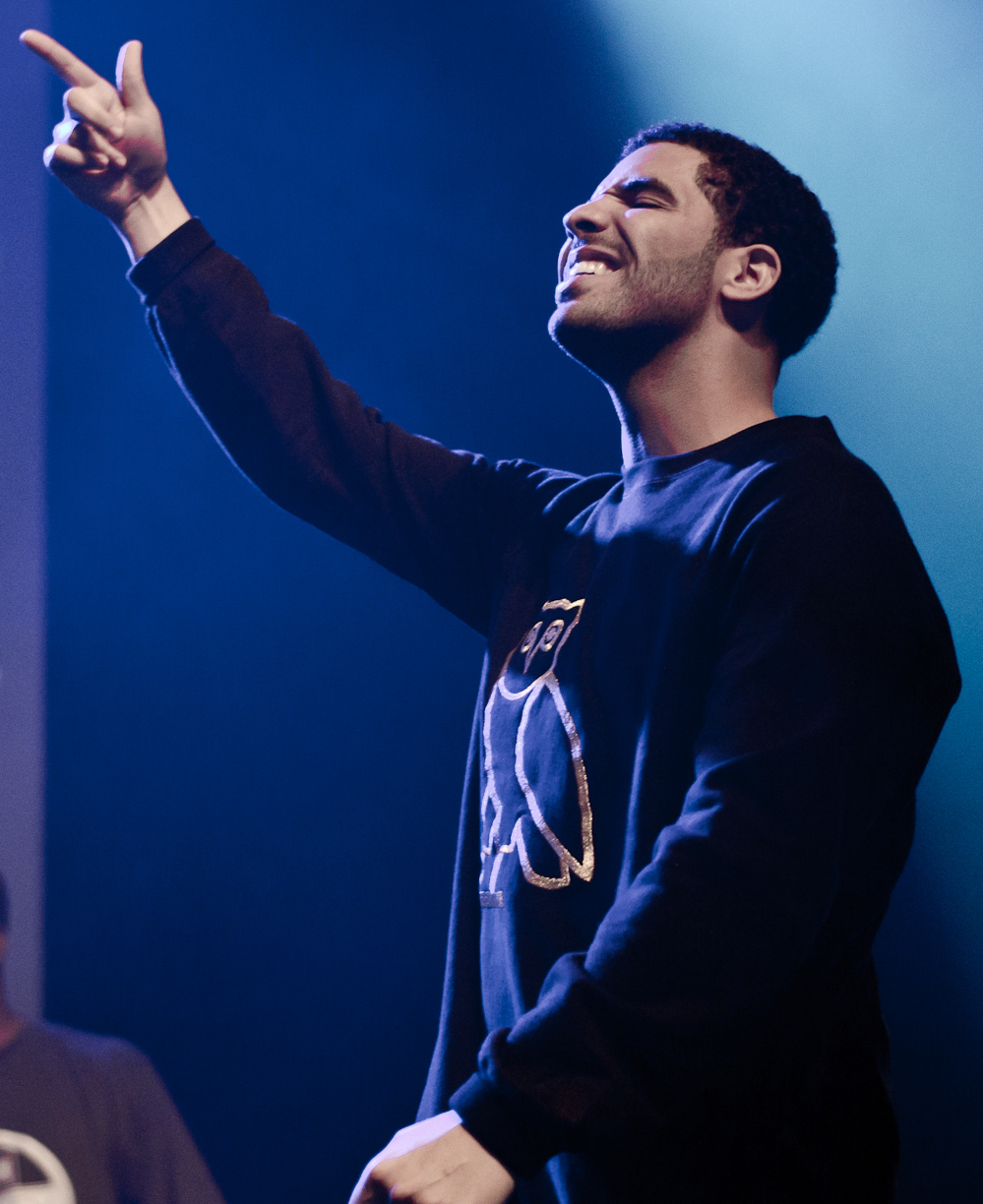
Drake (2011) egyike volt azon előadóknak, akiknek karrierjének sikerességében nagy szerepet játszott a Graduation

Annak következtében, hogy nagy versengés volt 50 Cent Curtis című albuma és a Graduation között, az albumot sokan a gengszter rap mainstream dominanciájának végének tekintik. Ben Detrick (XXL) szerint West győzelme a Curtis fölött elkezdte megváltoztatni a hiphop irányát és megnyitotta az utat új rappereknek, akik nem követték a kemény, gengszter stílust: „Ha volt egy igazán vízválasztó pillanata a hiphop történetében, az valószínűleg akkor történt, mikor 50 Cent Kanyeval versengett 2007-ben, hogy meglássák kinek az albumából adtak volna el többet. Kanye új előadók egy hullámát vezette—Kid Cudi, Wale, Lupe Fiasco, Kidz in the Hall, Drake—, akiket nem igazán érdekelte, hogy fegyverekről és drogkereskedelemről írjanak.” Adam Theisen (The Michigan Daily) szerint West győzelme „bebizonyította, hogy a rap zenének nem kellett alkalmazkodnia a gengszter-rap szabályaihoz, hogy sikeres legyen.” A Rolling Stone a következőt írta a helyzetről: „Annak ellenére, hogy visszatekintve Kanye győzelme elkerülhetetlennek tűnik 50 fölött, könnyű elfelejteni, hogy mennyire ő számított az esélytelenebbnek. A The College Dropoutból és a Late Registrationből összesen 7 millió példány kelt el az Egyesült Államokban, míg 50 Cent korábbi két albumából, a Get Rich or Die Trying'-ból és a The Massacre-ből közel 14 milliót adtak el, majdnem pontosan kétszer annyit. A Graduationből végül egy hét alatt egy millió példány kelt el és a rap olyan érzelmes hősök játszótere lett, mint Kid Cudi, Lupe Fiasco, Drake és J. Cole.”
Noah Callahan-Bever (főszerkesztő, Complex Media) pedig 2007. szeptember 11-ét jelölte meg, mint „A Nap Amikor Kanye West Megölte a Gengszter Rap-et.” Visszatekintve Lawrence Burney (Noisey) azt mondta, hogy az album következtében a rap agresszívabb formáinak ezt követően át kellett mennie egy evolúción: „Gengszter rap, utcai zene és az ehhez hasonló műfajok még mindig nem épültek fel abból az esetből, a 2010-es években összesen két platinalemez jelent meg a műfaj előadóitól (Kevin Gates – Islah, Meek Mill – Dreams Worth More Than Money). Ha bármi is, az utcai zene elkezdett más irányokba haladni Kanye Graduation-je óta; 50 teljes kiállása abból állt, hogy egy elpusztíthatatlan, érzelemmentes robot. Most, ami köti a rajongókat olyan előadókhoz, mint Gates és Mill, hogy ők se félnek veszteségeikről és hírnevük áráról felszólalni.” Ehhez hasonlóan a Billboard is kiemelte, hogy „2007-ben Kanye West legyőzte 50 Cent-et egy nagy eladási háborúban, amelyben műve, a Graduation elverte a Curtis-t több százezer példánnyal. Ye érzelmes rapje egybefonódott az evolúciójával a produceri oldalon, amely egy teljes új hullámot okozott rapperek között. Ugyan a gengszter rapnek még mindig van helye a folytonosan bővülő hiphop osztálytermében, a sebezhetőség és a kísérletezés a legfontosabb.” Rosie Swash (The Guardian) cikkjében a 50 Cent és West közötti küzdelem az utolsó előtti az 50 legfontosabb esemény az R&B és hiphop történetében listán.

## Számlista
| 1.  | Good Morning                                                   | Kanye West Elton John Bernie Taupin                                                                             | 3:15 |
| 2.  | Champion                                                       | West Walter Becker Donald Fagen                                                                                 | 2:47 |
| 3.  | Stronger (a Daft Punk nincs megjelölve közreműködő előadóként) | West Thomas Bangalter Guy-Manuel de Homem-Christo Edwin Birdsong                                                | 5:12 |
| 4.  | I Wonder                                                       | West Labi Siffre                                                                                                | 4:03 |
| 5.  | Good Life (T-Pain közreműködésével)                            | West Faheem Najm Aldrin Davis Quincy Jones James Ingram                                                         | 3:27 |
| 6.  | Can't Tell Me Nothing                                          | West Connie Mitchell Davis                                                                                      | 4:31 |
| 7.  | Barry Bonds (Lil Wayne közreműködésével)                       | West Dominick Lamb Dwayne Carter, Jr. Norman Landsberg John Ventura Leslie Weinstein Felix Pappalardi           | 3:24 |
| 8.  | Drunk and Hot Girls (Mos Def közreműködésével)                 | West Irmin Schmidt Michael Karoli Jaki Liebezeit Kenji Suzuki Holger Schuering                                  | 5:13 |
| 9.  | Flashing Lights (Dwele közreműködésével)                       | West Eric Hudson                                                                                                | 3:57 |
| 10. | Everything I Am                                                | West Christopher Martin Prince Phillip Mitchell George Clinton, Jr. Carlton Ridenhour Eric Sadler Hank Shocklee | 3:47 |
| 11. | The Glory                                                      | West Dante Smith Laura Nyro Landsberg Pappalardi Ventura Weinstein                                              | 3:32 |
| 12. | Homecoming (Chris Martin közreműködésével)                     | West Chris Martin Warryn Campbell                                                                               | 3:23 |
| 13. | Big Brother                                                    | West Davis | 4:47 |

| 14. | Good Night (Al Be Back és Mos Def közreműködésével) | West Albert Daniels Jason T. Miller Arthur Reid Ewart Beckford William Maragh | 3:07 |

| 14. | Can't Tell Me Nothing (remix Young Jeezy közreműködésével) | West Mitchell Davis | 4:08 |

| 14. | Good Night (Al Be Back és Mos Def közreműködésével) | West Daniels J. Miller Reid Beckford Maragh | 3:06 |
| 15. | Stronger (A-Trak Remix)                             | West Bangalter de Homem-Christo Birdsong    | 4:34 |

| 14. | Good Night (Al Be Back és Mos Def közreműködésével) | West Daniels J. Miller Reid Beckford Maragh | 3:06 |
| 15. | Bittersweet Poetry (John Mayer közreműködésével)    | West John Mayer                             | 4:01 |

| 14. | Stronger (A-Trak Remix)  | West Bangalter de Homem-Christo Birdsong | 4:34 |
| 15. | Stronger (AD Remix Main) | West Bangalter de Homem-Christo Birdsong | 4:48 |

Feldolgozott dalok
- Good Morning: Someone Saved My Life Tonight, eredetileg: Elton John.
- Champion: felhasználja a Kid Charlemagne részleteit; eredetileg: Steely Dan.
- Stronger: Harder, Better, Faster, Stronger, eredetileg Daft Punk; Cola Bottle Baby, eredetileg: Edwin Birdsong.
- I Wonder: My Song, eredetileg: Labi Siffre.
- Good Life: P.Y.T. (Pretty Young Thing), eredetileg: Michael Jackson.
- Barry Bonds: Long Red, eredetileg: Mountain.
- Drunk and Hot Girls: Sing Swan Song, eredetileg: Can.
- Everything I Am:  If We Can't Be Lovers, eredetileg: Prince Phillip Mitchell; Bring the Noise, eredetileg: Public Enemy.
- The Glory: Save the Country, eredetileg: Laura Nyro; Long Red, eredetileg: Mountain.
- Good Night: felhasználja a Nuff Man a Dead részleteit, eredetileg: Super Cat; Wake the Town, eredetileg: U-Roy.
- Bittersweet Poetry: Bittersweet, eredetileg: Chairmen of the Board.
- Big Brother: It's Gonna Be Lonely, eredetileg: Prince.

## Közreműködő előadók
| - Kanye West – executive producer, előadó (összes), producer (összes, 13 kivételével) - Lil Wayne – közreműködő előadó (7) - Mos Def – közreműködő előadó (8), háttérének (8, 11) - T-Pain – közreműködő előadó (5) - Dwele – közreműködő előadó (9) - DJ Premier – közreműködő előadó, DJ-scratching (10) - Young Jeezy – rap vokál (6) - Jay-Z – további rap vokál (1) - Chris Martin – további vokál (énekes) (12), zongora (12) - Connie Mitchell – további vokál (1-2, 6, 9) - Tanya Herron – további vokál (8) - John Legend – háttérének (5, 11) - Ne-Yo – háttérének (5) - Jalil Williams – további háttérének (11) - Jehireh Williams – további háttérének (11) - Daphne Chen – hegedű (5, 8) - Eric Gorfain – hegedű (5, 8) - Luigi Mazzocchi – hegedű (4, 9) - Charles Parker – hegedű (4, 9) - Igor Szwec – hegedű (4, 9) - Emma Kummrow – hegedű (4, 9) - Olga Konopelsky – hegedű (4, 9) - Gloria Justen – hegedű (4, 9) - Peter Nocella – brácsa (4, 9) - Leah Katz – brácsa (5, 8) - Alexandra Leem – brácsa (4, 9) - Alma Fernandez – brácsa (5) - Wired Strings – vonós hangszerek (11) - Gus Dudgeon – producer (1) - DJ Toomp – producer (5, 6, 13, 14) - Mike Dean – billentyűk (3, 7), hangszerelő (3), vonós hangszerelés (5, 8), hangmérnök (3), gitár (3), keverés (5-8, 10, 12), producer (3, 5) - Jon Brion – billentyűk (4), ütőhangszerek (12), producer (8) - Darryl Beaton – billentyűk (6) - Andy Chatterly – billentyűk (1, 3, 8, 11) - Chris Rob – billentyűk (6) - Richard Dodd – cselló (5, 8) - John Krovoza – cselló (5) - Jennie Lorenzo – cselló (4, 9) | - Tim Resler – basszus (4, 9) - Vincent "Biggs" James – basszusgitár (7) - Omar Edwards – zongora (4-5, 10), billentyűk (3, 11) szintetizátor (4-5, 8), basszus szintetizátor (8). - Nottz Raw – producer (7), hangmérnök (7) - Tony Rey – hangmérnök (6) - Seiji Sekine – hangmérnök (3) - Greg Koller – hangmérnök (4, 8, 12) - Bruce Buechner – hangmérnök (12) - Andrew Dawson – hangmérnök (összes), keverés (2, 4-6, 9, 12-13) - Anthony Kilhoffer – hangmérnök (1-6, 9-12), keverés (1, 11) - Anthony Palazzole – asszisztens hangmérnök (2, 5-10, 12) - Andy Marcinkowski – asszisztens hangmérnök (2, 5-10, 12-13) - Richard Reitz – asszisztens hangmérnök (3, 6) - Jared Robbins – asszisztens hangmérnök (3) - Kengo Sakura – asszisztens hangmérnök (3) - Bram Tobey – asszisztens hangmérnök (1-6, 8, 10-11) - Matty Green – asszisztens hangmérnök (1, 9, 11-12) - Nate Hertweck – asszisztens hangmérnök (1-6, 10-11) - Jason Agel – asszisztens hangmérnök (1-6, 8, 10-11) - Keke Smith – DJ Toomp munkálat–koordinátora (5, 6, 13, 14) - Tracey Waples – marketing - Al Brancch – marketing - Murakami Takasi – albumborító - Carol Corless – csomagolás - Eric Hudson – minden egyéb hangszer (9), producer (9) - Warryn Campbell – producer (12) - Larry Gold – vonós hangszerelés, vonós karmester (4, 9) - Rosie Danvers – vonós hangszerelés (11) - Sandra Campbell – projekt–koordinátor - Sean Cooper – hangdesigner (12) - Tommy D – vonós szekció producer (11) - Vlado Meller – master - Terese Joseph – A&R - Kyambo Joshua – executive producer - Manny Marroquin – keverés (3) - Kazuhiro Mizuno – design - Patrick "Plain Pat" Reynolds – A&R, producer (11) - Timbaland – dobgép (5), további programozás (3) |

## Slágerlisták
| Év        | Slágerlista                            | Peak position |
| --------- | -------------------------------------- | ------------- |
| 2007      | Ausztrál Albumok (ARIA)                | 2             |
| 2007      | Osztrák Albumok (Ö3 Austria)           | 26            |
| 2007      | Belga Albumok (Ultratop Flanders)      | 11            |
| 2007      | Belga Albumok (Ultratop Wallonia)      | 49            |
| 2007      | Kanadai Albumok (Billboard)            | 1             |
| 2007      | Dán Albumok (Hitlisten)                | 10            |
| 2007      | Holland Albumok (Album Top 100)        | 11            |
| 2007      | Európai Albumok (Billboard)            | 3             |
| 2007      | Finn Albumok (Suomen virallinen lista) | 16            |
| 2007      | Francia Albumok (SNEP)                 | 9             |
| 2007      | Német Albumok (Offizielle Top 100)     | 10            |
| 2007      | Ír Albumok (IRMA)                      | 2             |
| 2007      | Olasz Albumok (FIMI)                   | 33            |
| 2007      | Japán Albumok (Oricon)                 | 13            |
| 2007      | Új-Zéland-i Albumok (RMNZ)             | 2             |
| 2007      | Norvég Albumok (VG-lista)              | 2             |
| 2007      | Portugál Albumok (AFP)                 | 30            |
| 2007      | Skót Albumok (OCC)                     | 3             |
| 2007      | Svéd Albumok (Sverigetopplistan)       | 6             |
| 2007      | Svájci Albumok (Schweizer Hitparade)   | 3             |
| 2007      | UK Albums (OCC)                        | 1             |
| 2007      | UK R&B Albums (OCC)                    | 1             |
| 2007      | US Billboard 200                       | 1             |
| 2007      | US Top R&B/Hip-Hop Albums (Billboard)  | 1             |
| 2012      | Magyar Top 40 (MAHASZ)                 | 37            |
| 2017–2021 | Kanadai Albumok (Billboard)            | 144           |
| 2017–2021 | Litván Albumok (AGATA)                 | 94            |
| 2017–2021 | US Billboard 200                       | 115           |
| 2017–2021 | US Top R&B/Hip-Hop Albums (Billboard)  | 15            |

| Év   | Slágerlista                           | Position |
| ---- | ------------------------------------- | -------- |
| 2007 | Ausztrál Albumok (ARIA)               | 88       |
| 2007 | Európai Albumok (Billboard)           | 75       |
| 2007 | Svájci Albumok (Schweizer Hitparade)  | 93       |
| 2007 | UK Albums (OCC)                       | 59       |
| 2007 | US Billboard 200                      | 12       |
| 2007 | US Top R&B/Hip-Hop Albums (Billboard) | 4        |
| 2007 | Világszerte (IFPI)                    | 17       |
| 2008 | Ausztrál Urban Albumok (ARIA)         | 19       |
| 2008 | UK Albums (OCC)                       | 121      |
| 2008 | US Billboard 200                      | 79       |
| 2008 | US Top R&B/Hip-Hop Albums (Billboard) | 29       |
| 2016 | US Billboard 200                      | 157      |
| 2017 | Ausztrál Urban Albumok (ARIA)         | 82       |
| 2018 | Ausztrál Urban Albumok (ARIA)         | 78       |
| 2019 | Ausztrál Urban Albumok (ARIA)         | 70       |

## Minősítések
| Régió                    | Minősítés  | Példányszám |
| ------------------------ | ---------- | ----------- |
| Ausztrália (ARIA)        | Platina    | 70,000      |
| Kanada (Music Canada)    | 2× Platina | 160,000     |
| Dánia (IFPI Denmark)     | Platina    | 20,000      |
| Írország (IRMA)          | Platina    | 15,000      |
| Japán (RIAJ)             | Arany      | 100,000     |
| Új-Zéland (RMNZ)         | Arany      | 7,500       |
| Oroszország (NFPF)       | Arany      | 10,000      |
| Svájc (IFPI Switzerland) | Arany      | 15,000      |
| Egyesült Királyság (BPI) | 2× Platina | 600,000     |
| Egyesült Államok (RIAA)  | 5× Platina | 5,000,000   |